# No soy el mismo (Lado A)
No soy el mismo (subtitulado como Lado A) es el primer EP del cantante puertorriqueño Gocho. Se lanzó el 20 de mayo de 2023 bajo el sello discográfico de Forgiven Music.
El álbum se caracteriza por una variedad entre ritmos como reguetón, pop y balada romántica, pero en particular porque marca su regreso a la música con su primer álbum de música cristiana de su carrera. Asimismo el 31 de mayo de 2023, el álbum se presentó después de su sencillo «Mi mejor canción» a lado del cantante urbano puertorriqueño Farruko.
De este álbum, se desprenden algunos sencillos como: «Solución», «Hablaré» y «Gozo». En este álbum, está incluida la participación especial de Funky, Alex Zurdo, Onell Diaz y Jay Kalyl.

## Lista de canciones
| N.º | Título                           | Duración |  |
| 1.  | «Solución» (con Funky)           | 3:39     |  |
| 2.  | «Gozo»                           | 3:23     |  |
| 3.  | «Mi mejor canción» (con Farruko) | 4:11     |  |
| 4.  | «Hablaré» (con Alex Zurdo)       | 3:45     |  |
| 5.  | «Me enseñaste» (con Onell Diaz)  | 3:40     |  |
| 6.  | «Soledad» (con Jay Kalyl)        | 3:23     |  |